# Espoir pour la santé
Pour les articles homonymes, voir EPLS.
Espoir pour la santé (EPLS) est une organisation non gouvernementale sénégalaise regroupant des scientifiques, médecins, ingénieurs, techniciens et administratifs du Sénégal et de France, dont le but est de lutter contre deux grands fléaux infectieux qui pèsent sur les populations de la vallée du fleuve Sénégal : la bilharziose et le paludisme.
Sa recherche est destinée à la mise en place de nouveaux outils de lutte contre ces deux maladies graves qui touchent sévèrement les enfants. 

## Histoire
En mars 1990, à la demande des autorités sénégalaises et du conseil régional du Nord-Pas-de-Calais, une mission d’étude de l’Institut Pasteur de Lille, s’est rendue dans la région de Saint-Louis en raison de l’épidémie de bilharziose intestinale qui y sévissait. De cette mission et à l’initiative du professeur André Capron, naquit le programme ESPOIR qui pendant près de 15 ans réalisa de grands programmes de recherche en collaboration avec les scientifiques et médecins sénégalais et aida l’état sénégalais à mettre en place le Plan national de lutte contre les bilharzioses aujourd’hui très actif. Toutes ces recherches et actions furent soutenues par l’Union européenne, le conseil régional du Nord-Pas-de-Calais, le ministère français des Affaires étrangères, l’OMS. Par filiation directe, ce programme a donné lieu, il y a maintenant quelques années, à la constitution de l’association sénégalaise  ESPOIR Pour La Santé (EPLS). Cette association, devenue ONG depuis juillet 2008, agissant sous la tutelle du Ministère de la Santé et de la Prévention Médicale du Sénégal, a ainsi accru ses capacités de recherche et d’actions tout en préservant au travers des acteurs présents depuis les débuts, les qualités scientifiques et médicales qui assurent ses fondements et sa renommée.

## Objet
EPLS dédie ses activités à la recherche clinique sur les endémies parasitaires présentes dans la vallée du fleuve Sénégal. Cette recherche se décline à divers stades de la connaissance scientifique. Les programmes de recherche entrepris intéressent le domaine fondamental jusqu’au domaine des essais cliniques pour le diagnostic, la thérapie et la prévention (vaccins). 
La base de recherche et de terrain que représente EPLS est unique pour les maladies parasitaires endémiques. Elle accueille des scientifiques de l’université Cheikh-Anta-Diop (Dakar), de l’IRD de Dakar et de Montpellier, de l'Institut Pasteur de Dakar, de l’hôpital Le Dantec de Dakar, de l’hôpital régional de Saint-Louis, de l’université Gaston Berger de Saint-Louis, de l’Inserm, du CNRS, de l'Institut Pasteur de Lille, de la Faculté de Pharmacie de Lille, du CHRU de Lille. 
EPLS est une structure certifiée par l’Inserm et la CRO Quintiles pour la réalisation d’essais cliniques.
Enfin, EPLS s’investit dans la formation d’étudiants. EPLS est membre de l’école doctorale « Sciences de la Vie, de la Santé et de l’Environnement » de l’université Cheikh-Anta-Diop. Ainsi la structure accueille depuis quelques années, des étudiants en Master 2, des doctorants et post-doctorants.

## Structure
EPLS a choisi d’être une organisation non gouvernementale sénégalaise pour pouvoir assurer son indépendance dans les choix d’orientation d’une recherche clinique la mieux adaptée au contexte du terrain. Néanmoins, pour des raisons de coordination et d’éthique, les opérations de recherche clinique sont réalisées sous la tutelle du  Ministère de la Santé et de la Prévention Médicale du Sénégal. 
Par ses nombreuses collaborations internationales, EPLS est considéré comme une structure fédératrice de recherche. L’ONG conjugue ainsi les expériences et les compétences de différents partenaires scientifiques.
La structure de EPLS s’organise suivant
- Son Conseil d’administration
- Son Comité de Direction
- Son Comité Scientifique
- Son Comité Technique
- Ses divers Comité de Suivi relatifs aux programmes de recherche entrepris

Des personnalités scientifiques internationales siègent au comité scientifique et aux divers comités de suivi.

## Organisation
L’ONG EPLS est une structure de recherche qui s’articule autour de quatre pôles :
- Structure de conseil stratégique et de coordination : Siège de Sor - Saint-Louis
- Structure scientifique et technique : Laboratoire de Recherches Médicales – St Louis
- Structures de consultation : comité mixte de suivi et conseil d’administration
- Structure de tutelle : Ministère de la Santé et de la Prévention Médicale du Sénégal

EPLS est constituée en une institution fédératrice de recherche. L’ONG conjugue ainsi les expériences et les compétences de différents partenaires scientifiques.

## Action

### Études réalisées
EPLS a réalisé de nombreuses études sous l’égide de la Communauté européenne, et de l’Organisation mondiale de la santé (OMS) et du Ministère des Affaires Étrangères Français.
Depuis 1992, EPLS a réalisé plus de 50 programmes de recherche appliquée dans la vallée du fleuve Sénégal, dont les résultats ont donné lieu à près de 100 publications dans des revues scientifiques et médicales internationales à comité de lecture.
Concernant tout particulièrement les endémies bilharziennes, les travaux d’EPLS ont fortement marqué l’ensemble des politiques de santé publique des organismes internationaux comme l’OMS.

Concernant tout particulièrement les endémies bilharziennes, les travaux d’EPLS ont fortement marqué l’ensemble des politiques de santé publique des organismes internationaux comme l’OMS.

#### Études scientifiques
1. Étude de l’effet combiné du Praziquantel et de l’Artésunate sur la prévalence et la transmission de la bilharziose urinaire (2000) Maître d’œuvre : université de Gand (B) / Institut Pasteur de Lille/Inserm.
2. Étude de l’influence du genre (homme/femme) dans l’acquisition d’une immunité naturelle à S. haematobium (2000) Maître d’œuvre : Institut Pasteur de Lille/Inserm / université de Gand (B).
3. Étude malacologique de la transmission de S. mansoni dans les cultures de cannes à sucre dans la vallée du fleuve. (2000) Maître d’œuvre : London School (UK).
4. Étude globale des conséquences infectieuses de la construction du barrage de Diama. (2001) Maître d’œuvre : Institut de Médecine Tropicale d’Anvers.
5. Étude de la régulation isotypique de la réponse immune dirigée contre l’infection à S. haematobium (2001) Institut Pasteur de Lille/Inserm / Institut Pasteur de Dakar.
6. Influence de l’infection par le paludisme par sur la réponse immune anti- S. haematobium. (2000-2002). Maître d’œuvre : Institut Pasteur de Lille/Inserm.
7. Influence de l’infection par S. haematobium sur la réponse immune anti-paludéenne. (2001- 2004). Maître d’œuvre : Institut Pasteur de Lille/Inserm / université de Valenciennes.
8. Étude de l’implication de deux espèces d’anophèles dans la transmission du paludisme dans la Région du fleuve Sénégal. (2004-2006). Maîtres d’œuvre : IRD U024 / UCAD.

#### Études cliniques
1. Étude des pathologies graves bilharziennes (2000) Maître d’œuvre : Institut Pasteur de Lille/Inserm. Établissement de nouveaux critères échographiques de l’hypertension portale.
2. Vaccin BILHVAX. Essais cliniques phase Ib à l’hôpital de St Louis (tolérance et immunogénicité) – juin 1999 –2000.
3. Vaccin BILHVAX. Essais cliniques phase IIa dans trois villages du Lampsar (tolérance et immunogénicité) - 2000 –2001.
4. Vaccin BILHVAX. Essais cliniques phase IIb dans trois villages du Lampsar (tolérance et immunogénicité) - mars 2000 – 2001.
5. Vaccin BILHVAX. Avenant au protocole d’essais cliniques phase IIa et IIb dans les trois mêmes villages (tolérance à la réponse immune et immunogénicité) - mars 2001.

#### Études en santé publique
1. Étude de la prévalence à S. mansoni et conséquences pathologiques dans les populations touchées. (1992) Maîtres d’œuvre : université de Leyde / Institut Pasteur de Lille/Inserm.
2. Étude de la prévalence à S. haematobium et conséquences pathologiques dans les populations touchées. (1992) Maîtres d’œuvre : université de Leyde / Institut Pasteur de Lille/Inserm. Étude sur 1000 personnes du village de Mbodiène.
3. Étude étiologique des syndromes diarrhéiques. (92-93) Maître d’œuvre : Institut Pasteur de Lille/Inserm. Importance de la bilharziose dans les manifestations diarrhéiques représentant l’objet principal des consultations de la population.
4. Études du contact homme-eau. (92-95). Maître d’œuvre : université de Londres. Région de Richard-Toll. Malacologie, cercariomètrie.
5. Enquête anthropologique et sociologique. (93-94). Maître d’œuvre : Orstom. Évaluation de la représentation de la bilharziose au sein des populations de Richard-Toll et ses environs.
6. Enquête socio-économique. (1994) Maître d’œuvre : université de Dakar. Répercussions économiques de la maladie sur la population de Richard-Toll.
7. Opération expérimentale de latrinisation du village de M’bodienne (1995) Maître d’œuvre : région Nord-Pas-de-Calais/Institut Pasteur de Lille.
8. Réalisation de fascicules éducatifs sur les bilharzioses en 5 langues (1995). Ces fascicules ont largement été diffusés dans la région. Région Nord-Pas-de-Calais / EPLS.
9. Évaluation de la latrinisation de 1995. Étude socio-culturelle (1996) Maître d’œuvre : Institut Pasteur de Lille/Inserm / R. Médicale de Saint-Louis.
10. Programme régional de lutte contre les bilharzioses. (1995-1997) EPLS a fortement contribué à mettre sur pied le Programme Régional de Lutte contre la Bilharziose (PRLB de la Région
11. Médicale de St Louis) en collaboration avec la Région Médicale et le programme FED. Le Programme National de lutte (PNLB) mis en place par le Pr O. Ndir, s'en est inspiré en reprenant les stratégies de lutte retenues et en les généralisant au niveau national.
12. Étude de la prévalence à S. mansoni et S. haematobium dans des foyers doublement infectés. Enquête parasitologique et comportementale. (1997) Maîtres d’œuvre : université de Gand / EPLS. Étude réalisée sur une population de 2 000 personnes dans la région du delta et du lac.
13. Étude des conséquences comportementales sur les enfants de l’emploi du terme « vaccin » dans un village du Lampsar. (2000) Maître d’œuvre : EPLS/Inserm.
14. Étude des conséquences de l’éducation sanitaire sur le contact enfant/eau dans les villages à S. mansoni. (2001) Maître d’œuvre : Institut de Médecine Tropicale d’Anvers.
15. Étude des conséquences d’une éducation intensive des populations sur l’intensité d’infection dans 8 villages d’une région touchée par les deux bilharzioses ; étude PRASA (2000-2002) Maître d’œuvre : DIAPANTE (ONG Sénégal) /EPLS.
16. Étude épidémiologique de la bilharziose urinaire dans le district de Podor chez les enfants scolarisés. (2004-2005). Maître d’œuvre : EPLS / Programme National de Lutte contre les bilharzioses.
17. Projet Pilote du WHEP (Women Health Education Programme) 2005- en cours). Promoteur Acad. Sc. de France/ IAP. Maître d’œuvre : EPLS. Projet éducatif à la santé en milieu scolaire.

Bilan et stratégies de lutte contre les endémies palustre et bilharziennes dans le bassin du fleuve Sénégal (2006) Promoteur : OMVS. Maître d’œuvre :EPLS.

### Études en cours
Trois actions majeures sont actuellement menées par EPLS :
- Développement clinique du vaccin contre les bilharzioses: Bilhvax

La recherche pré clinique établie en collaboration avec l’Inserm, l’Institut Pasteur de Lille et EPLS a défini la formulation du premier candidat vaccin contre la bilharziose urinaire, candidat appelé Bilhvax. Ce vaccin pédiatrique devrait représenter un outil de lutte majeur contre ces infections parasitaires qui accablent les populations. Cette collaboration a permis de réaliser les phases 1 et 2 des essais cliniques de ce candidat sur le sol sénégalais. La phase 3, dite phase d’efficacité vient de débuter… La mise en place de cette troisième phase clinique du candidat vaccin Bilhvax, représente un pas majeur dans la lutte contre les parasitoses en général et contre la bilharziose en particulier. Ce sont en effet les premiers essais cliniques au monde d’un vaccin contre les bilharzioses. 
- Étude de la transmission du paludisme dans la vallée du fleuve ; programme PAL-Fleuve.

Depuis quelques décennies, à la suite de la construction d’infrastructures hydrauliques (barrage de Diama, canaux d’irrigation…), les conditions environnementales ont fortement changées dans l’ensemble du bassin. De ce fait, les conditions de la transmission de maladies parasitaires liées à l’eau comme le paludisme ou les bilharzioses ont fortement augmenté dans le Nord Sénégal. Pour exemple, le paludisme s’est intensifié dans la région par l’apparition de nouvelles espèces de moustiques anophèles transmettant la maladie. En collaboration avec les chercheurs de l’Institut de Recherche pour le Développement (IRD de Dakar et de Montpellier) (site…) , des universités de Dakar (UCAD) et de Lille 2 (site…), des Instituts Pasteur de Dakar (IPD) et de Lille (site…), nous développons un large programme de recherche, intitulé PAL Fleuve, par lequel nous étudions l’impact de facteurs environnementaux sur la transmission palustre pour établir in fine de nouvelles mesures de lutte adaptées. Ce programme coordonné par EPLS, est réalisé dans la région allant du lac de Guiers jusqu’à la région de Podor. 
- Programme d’éducation « La Santé au Fil de l’Eau » (SAFE)

À l’initiative des Académies des Sciences de France et du Sénégal, et sous la coordination de l’InterAcademy Panel (organisation regroupant les 92 Académies des Sciences du monde), le programme WHEP (Women Health Education Programme) a été initié dans plusieurs pays en développement (http://www.whep.info). Ce programme international a pour but de favoriser l’appropriation par les populations rurales des pays en développement, de notions d’hygiène simples mais efficaces. Cette appropriation s’appuie sur les qualités de la femme à transmettre le geste acquis. La réalisation du premier projet pilote du programme WHEP a été confié à EPLS et se nomme « La Santé au Fil de l’Eau ». Ce projet se base sur l’intégration dans le cursus scolaire primaire (collaboration avec le ministère de l’Éducation Nationale) d’un système d’éducation adapté sur le sujet de l’eau et de sa gestion. Ce projet pilote, établi en collaboration étroite avec les populations et le corps enseignant, est réalisé dans le Fouta, au sud-est de Podor.

### Étude clinique Bilhvax 3
Voir Bilhvax.

## Patrimoine
L’ONG EPLS est une structure de recherche qui s’articule autour de trois pôles physiques:
- Structure scientifique et technique : Laboratoire de Recherches Médicales – St Louis
- Structure administrative : Maison des Programmes EPLS – St Louis
- Structures de terrain : antennes d’investigations cliniques dont le nombre varie suivant les programmes. Ils sont généralement situés dans des centres de santé régionaux.

Par ailleurs, EPLS présente un patrimoine important d’équipements scientifiques. Il possède une chaîne de froid certifiée et un parc automobile adapté à ses besoins pour les études sur le terrain.

## Publications
(juin 2025).

### 2011
1. Boulanger D, Doucoure S, Grout L, Ngom A, Rogerie F, Cornelie S, Sokhna C, Mouchet F, Riveau G, Simondon F, Remoue FJ. Immunoglobulin G antibody profiles against Anopheles salivary proteins in domestic animals in Senegal. Journal of Medical Entomology. 2011 May;48(3):691-3. PMID 21661332.

### 2010
1. Boulanger D, Sarr JB, Fillol F, Sokhna C, Cisse B, Schacht AM, Trape JF, Riveau G, Simondon F, Greenwood B, Remoué F.Immunological consequences of intermittent preventive treatment against malaria in Senegalese preschool children.Malaria Journal. 2010 Dec 17;9:363. PMID 21167018
2. Diallo TO, Remoue F, Gaayeb L, Schacht AM, Charrier N, De Clerck D, Dompnier JP, Pillet S, Garraud O, N'Diaye AA, Riveau G.Schistosomiasis coinfection in children influences acquired immune response against Plasmodium falciparum malaria antigens.PLoS One. 2010 Sep 15;5(9):e12764.PMID 20856680
3. Poinsignon A, Samb B, Doucoure S, Drame PM, Sarr JB, Sow C, Cornelie S, Maiga S, Thiam C, Rogerie F, Guindo S, Hermann E, Simondon F, Dia I, Riveau G, Konate L, Remoue F.First attempt to validate the gSG6-P1 salivary peptide as an immuno-epidemiological tool for evaluating human exposure to Anopheles funestus bites.Tropical Medicine International Health. 2010 Oct;15(10):1198-203.Epub 2010 Aug 17.PMID 20723184.

### 2009
1. Fillol F, Sarr JB, Boulanger D, Cisse B, Sokhna C, Riveau G, Simondon KB, Remoué F. Impact of child malnutrition on the specific anti-Plasmodium falciparum antibody response.Malaria Journal. 2009 Jun 2;8:116. PMID 19490641.

### 2008
1. Dia I, Konate L, Samb B, Sarr JB, Diop A, Rogerie F, Faye M, Riveau G, Remoue F, Diallo M, Fontenille D.Bionomics of malaria vectors and relationship with malaria transmission and epidemiology in three physiographic zones in the Senegal River Basin. Acta Tropica.2008 Feb;105(2):145-53. Epub 2007 Nov 4. PMID 18068685.

### 2007
1. Sarr JB., Remoue F., Samb B., Dia I., Guindo S., Sow C., Maiga S., Tine S., Thiam C., Schacht AM., Simondon F., Konate L., Riveau G. Evaluation of antibody response to Plasmodium falciparum in children according to exposure of Anopheles gambiae s.l or Anopheles funestus vectors. Malaria Journal. 2007 Sep 1;6:117. PMID 17764568.

### 2006
1. Bonnard P., Remoue F., Schacht A-M., Pialoux G. and Riveau G. 2006. Association between serum cytokine profiles and schistosomiasis-related hepatic fibrosis: infection by S. japonicum versus S. mansoni. Journal of Infectious Diseases 193 : 748-750.

### 2005
1. Diallo TO., Remoué F., and Riveau G. Reciprocal regulation of immune responses to S. haematobium and P. falciparum in double-infected populations in Northern Senegal. Update in Tropical Immunology. 2005. 221-233.

### 2004
1. Chatterjee S, Mbaye A, Van Marck E. Lower levels of the circulating neuropeptide somatostatin in Schistosoma mansoni infected patients may have pathological significance. Trop Med Int Health. 2003. 8:33-36.
2. Scott JT, Diakhate M, Vereecken K, Fall A, Diop M, Ly A, De Clercq D, de Vlas SJ, Berkvens D, Kestens L, Gryseels B. Human water contacts patterns in Schistosoma mansoni epidemic foci in northern Senegal change according to age, sex and place of residence, but are not related to intensity of infection. Tropical Medicine International Health. 2003. 8:100-108

### 2003
1. Chatterjee S, Mbaye A, Van Marck E. Lower levels of the circulating neuropeptide somatostatin in Schistosoma mansoni infected patients may have pathological significance. Trop Med Int Health. 2003. 8:33-36.
2. Scott JT, Diakhate M, Vereecken K, Fall A, Diop M, Ly A, De Clercq D, de Vlas SJ, Berkvens D, Kestens L, Gryseels B. Human water contacts patterns in Schistosoma mansoni epidemic foci in northern Senegal change according to age, sex and place of residence, but are not related to intensity of infection. Tropical Medicine International Health. 2003. 8:100-108

### 2002
1. van der Werf MJ, Mbaye A, Sow S, Gryseels B, de Vlas SJ. Evaluation of staff performance and material resources for integrated schistosomiasis control in northern Senegal. Tropical Medicine International Health. 2002. 7:70-79.
2. Danso-Appiah A, De Vlas SJ. Interpreting low praziquantel cure rates of Schistosoma mansoni infections in Senegal. Trends Parasitology. 2002. 18:125-129.
3. De Clercq D, Vercruysse J, Kongs A, Verle P, Dompnier JP, Faye PC. Efficacy of artesunate and praziquantel in Schistosoma haematobium infected schoolchildren. Acta Tropica. 2002. 82:61-66.
4. Sturrock RF, Davis A. Efficacy of praziquantel against Schistosoma mansoni in northern Senegal. Trans R Soc Trop Med Hyg. 2002. 96:105-106.
5. Sene M, Southgate VR, de Clercq D, Ly A, Vercruysse J. Implication of Bulinus truncatus in the transmission of urinary schistosomiasis in Senegal, West Africa. Annals Tropical Medicine Parasitology. 2002. 96:175-180.
6. Sow S, de Vlas SJ, Gryseels B. Water-related disease patterns before and after the construction of the Diama dam in northern Senegal. Ann Trop Med Parasitol. 2002. 96:575-586.
7. Polman K, Stelma FF, Le Cessie S, De Vlas SJ, Falcao Ferreira ST, Talla I, Deelder AM, Gryseels B. Evaluation of the patterns of Schistosoma mansoni infection and re-infection in Senegal, from faecal egg counts and serum concentrations of circulating anodic antigen. Ann Trop Med Parasitol. 2002. 96:679-689.
8. Capron A, Riveau GJ, Bartley PB, McManus DP. Prospects for a schistosome vaccine. Curr Drug Targets Immune Endocr Metabol Disord. 2002. 2:281-290.
9. Capron A, Capron M, Riveau G. Vaccine development against schistosomiasis from concepts to clinical trials. Br Med Bull. 2002. 62:139-148.
10. Sow S, Vlas SJ, Mbaye A, Polman K, Gryseels B. Low awareness of intestinal schistosomiasis in northern Senegal after 7 years of health education as part of intense control and research activities. Trop Med Int Health. 2003. 8:744-749.
11. Beniguel L, Diallo TO, Remoue F, Williams DL, Cognasse F, Charrier-Mze N, N'Diaye AA, Perraut R, Capron M, Riveau G, Garraud O. Differential production in vitro of antigen specific IgG1, IgG3 and IgA: a study in Schistosoma haematobium infected individuals. Parasite Immunol. 2003. 25:39-44.
12. Remoue F., Diallo T.O., Angeli V., Hervé M., de Clercq D., Schacht A.M., Charrier N., Capron M., Vercruysse J., Ly A., Capron A., and Riveau G. Malaria coinfection in children influences antibodies response to vaccinal candidate against schistosomiasis and inflammatory markers associated with morbidity. Trans. R. Soc. Trop. Med. Hyg. 2003. 97 : 361-364.

### 2001
1. Tchuem Tchuente LA, Southgate VR, Mbaye A, Engels D, Gryseels B. The efficacy of praziquantel against Schistosoma mansoni infection in Ndombo, northern Senegal. Trans R Soc Trop Med Hyg. 2001. 95:65-66.
2. Remoue F, To Van D, Schacht AM, Picquet M, Garraud O, Vercruysse J, Ly A, Capron A, Riveau G. Gender-dependent specific immune response during chronic human Schistosomiasis haematobia. Clin Exp Immunol. 2001. 124:62-68.
3. Polman K, Stelma FF, De Vlas SJ, Sow S, Fathers L, Le Cessie S, Talla I, Deelder AM, Gryseels B. Dynamics of egg counts and circulating antigen levels in a recent Schistosoma mansoni focus in northern Senegal. Trop Med Int Health. 2001. 6:538-44.
4. Southgate V, Tchuem Tchuente LA, Sene M, De Clercq D, Theron A, Jourdane J, Webster BL, Rollinson D, Gryseels B, Vercruysse J. Studies on the biology of schistosomiasis with emphasis on the Senegal river basin. Mem Inst Oswaldo Cruz. 2001. 96:75-78.
5. Gryseels B, Mbaye A, De Vlas SJ, Stelma FF, Guisse F, Van Lieshout L, Faye D, Diop M, Ly A, Tchuem-Tchuente LA, Engels D, Polman K. Are poor responses to praziquantel for the treatment of Schistosoma mansoni infections in Senegal due to resistance? An overview of the evidence. Trop Med Int Health. 2001. 6:864-873.
6. Rollinson D, Stothard JR, Southgate VR. Interactions between intermediate snail hosts of the genus Bulinus and schistosomes of the Schistosoma haematobium group. Parasitology. 2001. 123:245-260.
7. Sturrock RF, Diaw OT, Talla I, Niang M, Piau JP, Capron A. Seasonality in the transmission of schistosomiasis and in populations of its snail intermediate hosts in and around a sugar irrigation scheme at Richard Toll, Senegal. Parasitology. 2001. 123:77-89.
8. Liang YS, Coles GC, Dai JR, Zhu YC, Doenhoff MJ. Biological characteristics of praziquantel-resistant and -susceptible isolates of Schistosoma mansoni. Ann Trop Med Parasitol. 2001. 95:715-723.
9. Capron A, Capron M, Dombrowicz D, Riveau G. Vaccine strategies against schistosomiasis: from concepts to clinical trials. Int Arch Allergy Immunol. 2001. 124:9-15.

### 2000
1. De Clercq D, Vercruysse J, Verle P, Niasse F, Kongs A, Diop M. Efficacy of artesunate against Schistosoma mansoni infections in Richard Toll, Senegal. Trans R Soc Trop Med Hyg. 2000. 94::90-91.
2. Remoué F, Rogerie F, Gallissot MC, Guyatt HL, Neyrinck JL, Diakkhate MM, Niang M, Butterworth AE, Auriault C, Capron A, Riveau G. Sex-dependent neutralizing humoral response to Schistosoma mansoni 28GST antigen in infected human populations. J Infect Dis. 2000. 181:1855-1859.
3. Southgate VR, de Clercq D, Sene M, Rollinson D, Ly A, Vercruysse J. Observations on the compatibility between Bulinus spp. and Schistosoma haematobium in the Senegal River basin. Ann Trop Med Parasitol. 2000. 94:157-164.
4. De Bernis L, Dumont A, Bouillin D, Gueye A, Dompnier JP, Bouvier-Colle MH. Maternal morbidity and mortality in two different populations of Senegal: a prospective study BJOG. 2000. 107: 68-74.
5. Duplantier JM, Sene M. Rodents as reservoir hosts in the transmission of Schistosoma mansoni in Richard-Toll, Senegal, West Africa. J Helminthol. 2000.74:129-135.
6. De Clercq D, Hanne C, Vercruysse J.Selected chemotherapy and seasonally transmitted Schistosoma haematobium infections in the middle valley of the Senegal River Basin.Trans R Soc Trop Med Hyg. 2000. 94:198-199.
7. Bonnard P, Lanuit R, Dompnier JP, Remoue F, Diop A, Ly A, Capron A, Riveau G. Predictive ultrasonographic criteria for portal hypertension due to Schistosoma mansoni in a recently established endemiz zone. Med Trop. 2000. 60:42-46.
8. Bonnard P, Kalach N, Cadranel JF, Remoue F, Riveau G, Capron A. Digestive and hepatic signs of schistosomiasis. Gastroenterol Clin Biol. 2000. 24:409-419.
9. Polman K, Diakhate MM, Engels D, Nahimana S, Van Dam GJ, Falcao Ferreira ST, Deelder AM, Gryseels B. Specificity of circulating antigen detection for schistosomiasis mansoni in Senegal and Burundi. Trop Med Int Health. 2000. 5:534-537.
10. De Clercq D, Vercruysse J, Verle P, Kongs A, Diop M. What is the effect of combining artesunate and praziquantel in the treatment of Schistosoma mansoni infections? Trop Med Int Health. 2000. 5:744-746.
11. De Clercq D, Vercruysse J, Sene M, Seck I, Sall CS, Ly A, Southgate VR. The effects of irrigated agriculture on the transmission of urinary schistosomiasis in the Middle and Upper Valleys of the Senegal River basin. Ann Trop Med Parasitol. 2000. 94:581-590.
12. Capron A., Riveau G., and Capron M., Vaccine strategies against schistosomiasis; an update. J. Chemotherapy. 2000. 12 : 47.
13. Southgate VR, Tchuente LA, Theron A, Jourdane J, Ly A, Moncrieff CB, Gryseels B. Compatibility of Schistosoma mansoni Cameroon and Biomphalaria pfeifferi Senegal. Parasitology. 2000. 121:501-505.
14. Polman K, de Vlas SJ, Gryseels B, Deelder AM. Relating serum circulating anodic antigens to faecal egg counts in S. mansoni infections: a modelling approach. Parasitology. 2000. 121:601-610.